# Rådhuset i Narva

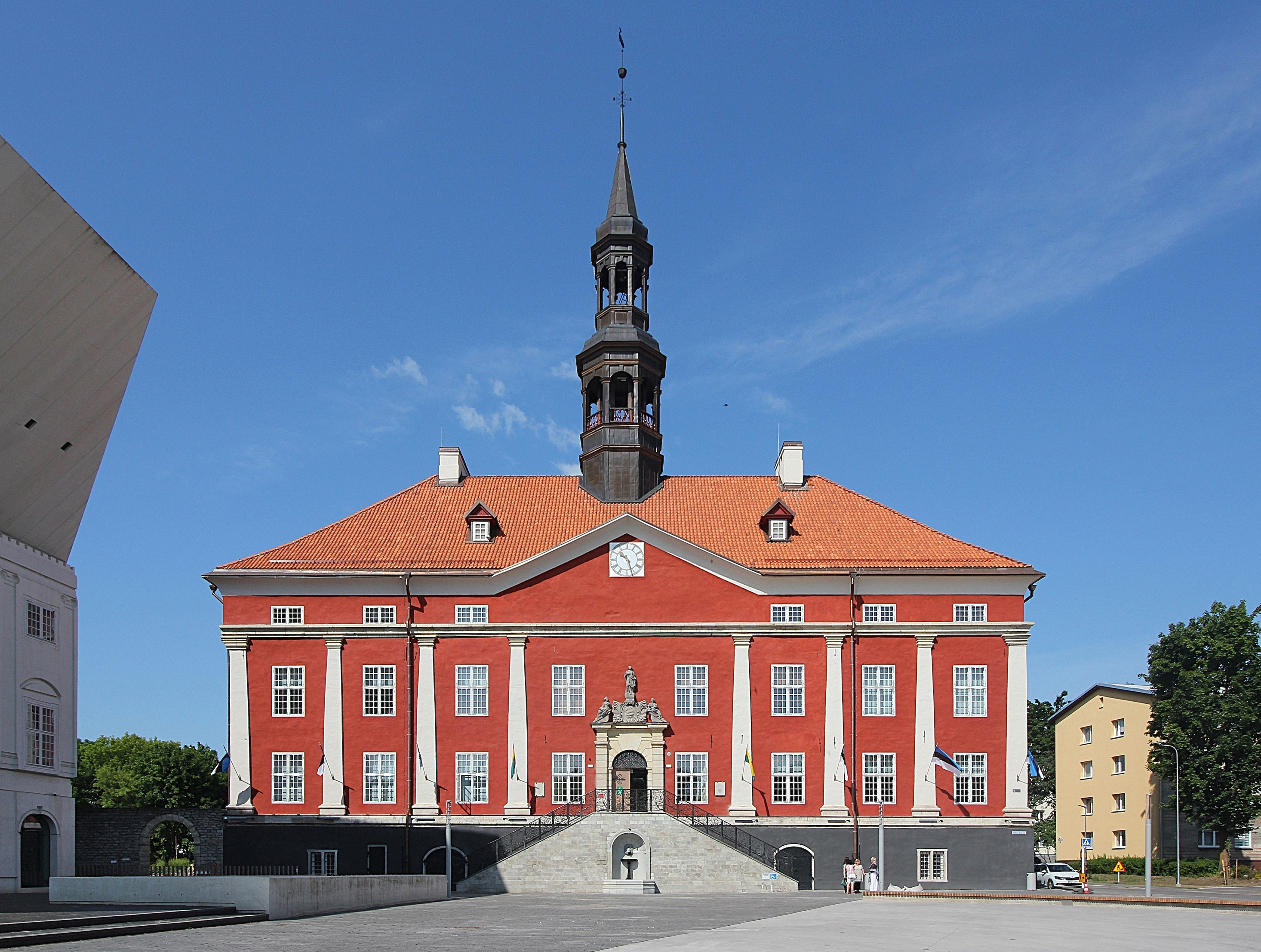
Rådhuset 2023

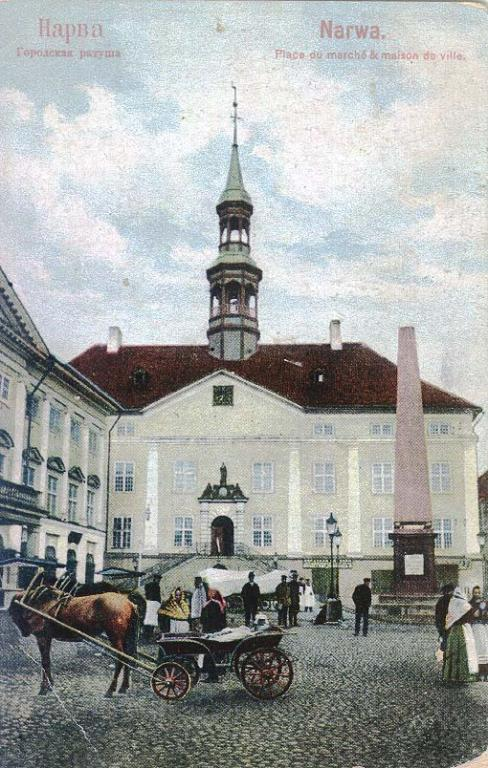
Rådhusplatsen under den tsarryska tiden.

Rådhuset i Narva (estniska: Narva raekoda) är ett byggnadsminne uppfört i barockstil 1665-1671 vid Rådhusplatsen i det då svenska Narva efter ritningar av den lübske byggmästaren Georg Teuffel.
Rådhusplatsens arkitektur omfattade ursprungligen förutom rådhusbyggnaden även börshuset, stadsapoteket och flera bostadshus för stadens svenska elit. Byggnaderna är några av ytterst få gamla hus som står kvar i staden som nästan totalförstördes vid de svåra slutstriderna av andra världskriget år 1944. Även rådhuset fick svåra skador och återuppbyggdes på 1960-talet.